# Franklin Bound

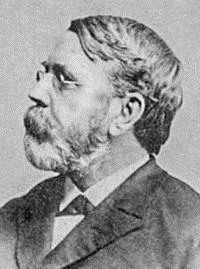
U. S. Congressman Franklin Bound (ca. 1890er)

Franklin Bound (* 9. April 1829 in Milton, Northumberland County, Pennsylvania; † 8. August 1910 ebenda) war ein US-amerikanischer Politiker. Zwischen 1885 und 1889 vertrat er den Bundesstaat Pennsylvania im US-Repräsentantenhaus.

## Werdegang
Franklin Bound besuchte die öffentlichen Schulen seiner Heimat. Nach einem anschließenden Jurastudium in Easton und seiner 1853 erfolgten Zulassung als Rechtsanwalt begann er in Milton in diesem Beruf zu arbeiten. Er wurde Mitglied der 1854 gegründeten Republikanischen Partei. Zwischen 1860 und 1863 saß er im Senat von Pennsylvania. Im Jahr 1863 war er während des Bürgerkrieges Soldat in der Staatsmiliz. Im Mai 1868 nahm er als Delegierter an der Republican National Convention in Chicago teil, auf der General Ulysses S. Grant als Präsidentschaftskandidat nominiert wurde.
Bei den Kongresswahlen des Jahres 1884 wurde Bound im 14. Wahlbezirk von Pennsylvania in das US-Repräsentantenhaus in Washington, D.C. gewählt, wo er am 4. März 1885 die Nachfolge von Samuel Fleming Barr antrat. Nach einer Wiederwahl konnte er bis zum 3. März 1889 zwei Legislaturperioden im Kongress absolvieren. Im Jahr 1888 wurde er von seiner Partei nicht mehr zur Wiederwahl nominiert. Nach seiner Zeit im US-Repräsentantenhaus praktizierte Franklin Bound wieder als Anwalt. Er starb am 8. August 1910 in Milton, wo er auch beigesetzt wurde.